# 황길역
황길역(Hwanggil station, 黃吉驛)은 전라남도 광양시 황길동에 위치한 광양제철선과 광양항선의 신호장이다.

## 역사
- 1987년 9월 16일 : 신호소로 영업 개시
- 1998년 12월 30일 : 광양항선 개통